# Морський коник (срібна монета)
«Морськи́й ко́ник» — срібна пам'ятна монета номіналом десять гривень, випущена Національним банком України. Присвячена представникові ряду Іглицеподібних (Syngnathiformes), єдиному ендемічному підвиду морського коника чорноморського у фауні України, який поширений в Азовському і Чорному морях. Вид включено до Червоної книги України.
Монету було введено в обіг 25 липня 2003 року. Вона належить до серії «Флора і фауна».

## Опис монети та характеристики
| Номінал грн. | Метал            | Маса, грам   | Діаметр, мм. | Якість виготовлення | Гурт     | Тираж, штук |
| ------------ | ---------------- | ------------ | ------------ | ------------------- | -------- | ----------- |
| 10           | срібло 925 проби | 31,1 / 33,62 | 38,61        | пруф                | рифлений | 2 000       |

### Аверс
На аверсі монети в обрамленні вінка, утвореного із зображень окремих видів флори і фауни, розміщено малий Державний Герб України та написи в чотири рядки: на монеті із срібла — «УКРАЇНА», «10 ГРИВЕНЬ», «2003», а також позначення металу та його проби — Ag 925, вага в чистоті — 31,1; та логотип Монетного двору Національного банку України.

### Реверс

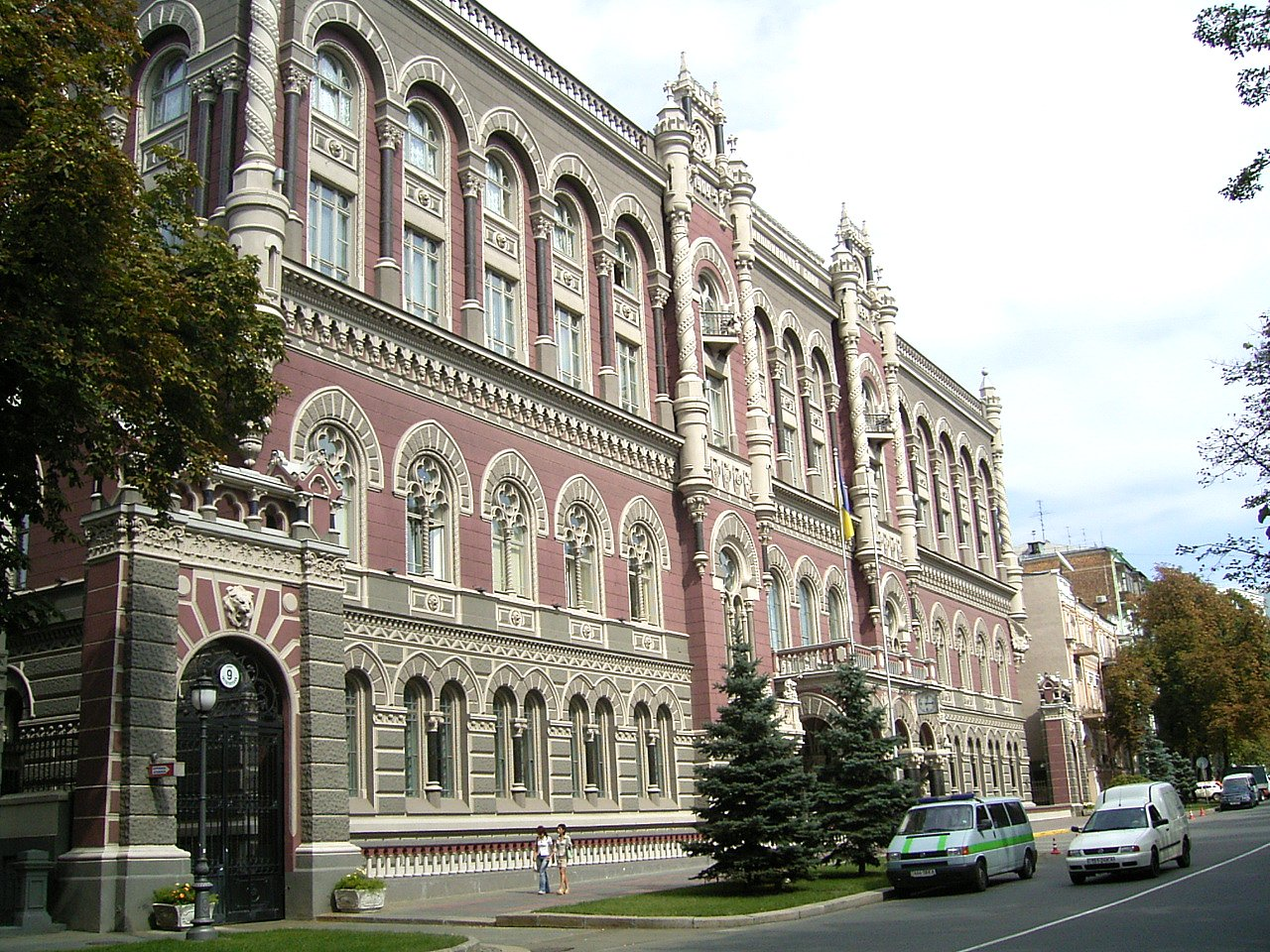
Будівля Національного банку України

На реверсі монети зображено морського коника, навколо — кругові написи: «МОРСЬКИЙ КОНИК ЧОРНОМОРСЬКИЙ» та «HIPPOCAMPUS GUTTULATUS MICROSTEPHANUS».

## Автори
- Художник — Дем'яненко Володимир.
- Скульптор — Дем'яненко Володимир.

## Вартість монети
Ціна монети — 575 гривень була вказана на сайті НБУ в 2013 році.
Фактична приблизна вартість монети з роками змінювалася так:
| Рік        | 2010  | 2011  | 2012  | 2013  | 2014  | 2015  | 2016  | 2017  | 2018  | 2019  | 2020  | 2021  | 2022  | 2023  | 2024   | 2025   |
| ---------- | ----- | ----- | ----- | ----- | ----- | ----- | ----- | ----- | ----- | ----- | ----- | ----- | ----- | ----- | ------ | ------ |
| Ціна, грн. | 4 000 | 4 000 | 4 000 | 4 000 | 3 333 | 6 750 | 9 500 | 7 000 | 8 000 | 6 400 | 6 500 | 6 400 | 6 000 | 5 500 | 16 000 | 18 900 |